# زبان هیتی

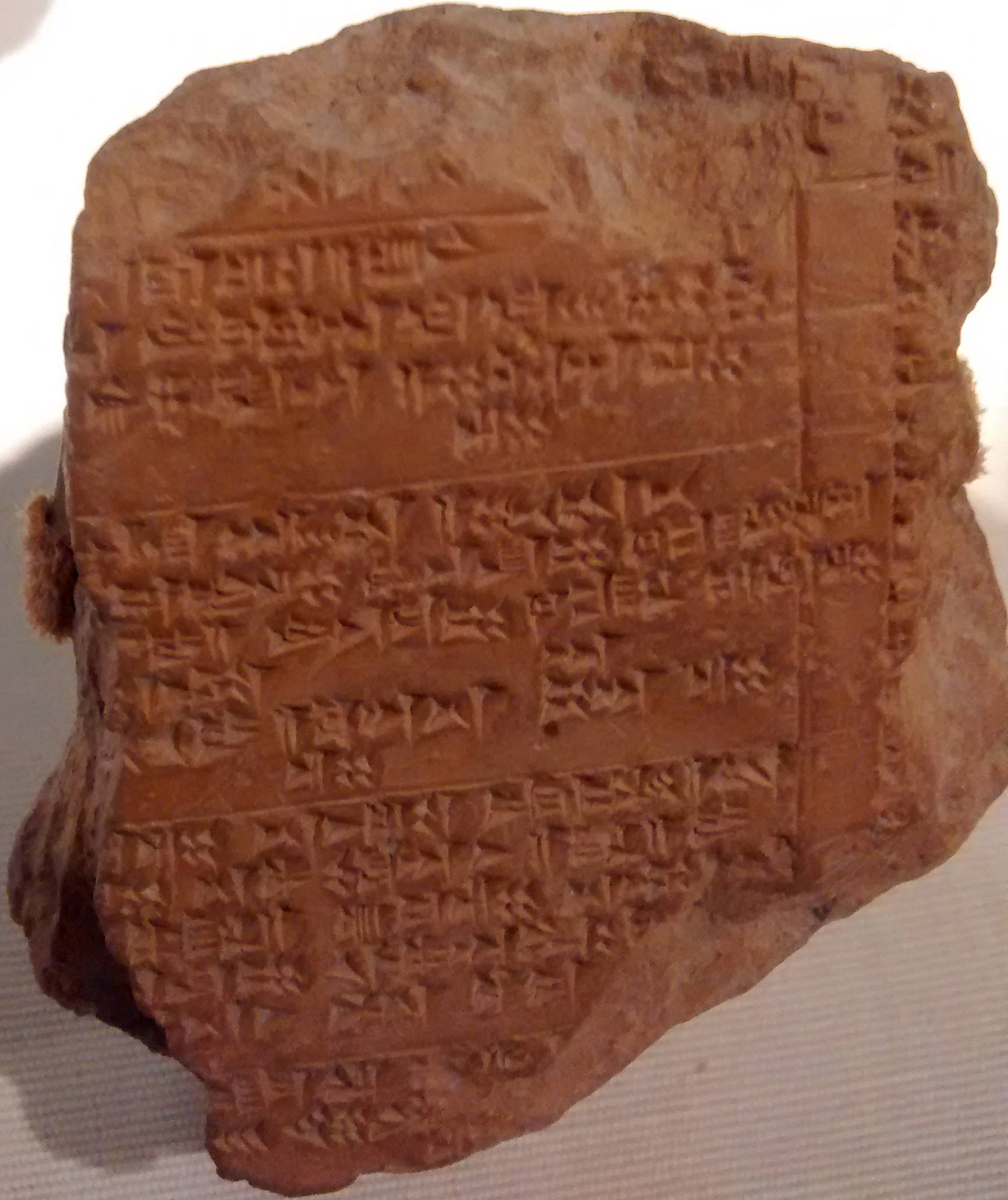
لوحی به زبان هیتی و خط میخی

زبان هیتی (به انگلیسی: Hittite language) یا زبان هِتیتی از زبان‌های مرده‌ای است که زمانی هیتیها به آن سخن می‌گفتند؛ مردمانی که زمانی امپراتوری خود را در خاتوشا (امروزه: بُغازقلعه) در مرکز شمال آناتولی بنیان نهادند.
این زبان به خط میخی نوشته می‌شد و نخستین کاوشهای باستان‌شناسی توسط هوگو وینکلر(Hugo Winckler)، آشورشناس آلمانی بین سالهای ۱۹۰۶–۱۹۰۷ انجام گرفت. در سال ۱۹۱۱–۱۹۱۵ یک آشورشناس چک به نام بدریخ هروزنی(Bedřich Hrozný)، راز زبان هیتیایی را اعلام داشت و آن را به شعبهٔ زبانهای هندواروپایی نسبت داد و بیان کرد که این زبان پیش از زبان‌های منشعب از هندواروپایی مانند سانسکریت، هندوایرانی، یونانی و لاتینی تکامل یافته‌است.
گواهی‌های زیادی از زنده بودن این زبان و زبان‌های خویشاوند آن در آناتولی برای چند صد سال پس از فروپاشی امپراتوری هیتی بر جا است.